# Liste des voïvodes de Cracovie
Liste des voïvodes du Duché de Cracovie et de la province de Cracovie.
- Skarbimir (Skarbek)
- Klemens (1123-1168)
- Mikołaj Gryfita (?-1202)
- Marek z Brzeźnicy (1176-1226)
- Teodor Gryfita (?-1237)
- Włodzimierz (1191-1241)
- Klemens z Ruszczy (?-1256)
- Klemens Latoszyński (1213-1265)
- Mikołaj, syn Mściwoja (?-1268)
- Sulisław z Branic (1232-1283)
- Piotr Bogoria (1240-1290)
- Mikołaj Łagiewnicki (1245-1290)
- Mikołaj Lis (?-1316/1317)
- Wierzbięta z Ruszczy (1246-1324)
- Tomisław Mokrski (1276-1326)
- Mikołaj Bogoria (1291-1338)
- Andrzej (1309-1354)
- Mścigniew Czelej (1298-1357)
- Imram (1312-1357)
- Andrzej Tęczyński (1318-1368)
- Dobiesław Kurozwęcki (1306-1397)
- Spytko z Melsztyna (1351-1399)
- Jan z Tarnowa (1349-1409)
- Piotr Kmita (1348-1409)
- Jan Tarnowski (1367-1433)
- Piotr Szafraniec (?-1437)
- Jan Czyżowski (1373-1459)
- Jan z Tęczyna (1408-1410
- Jan Pilecki (1410-1476)
- Dziersław Rytwiański (1414-1478)
- Jan Rytwiański (1422-1479)
- Jan Amor Iunior Tarnowski (1425-1500)
- Spytek III Jarosławski (1436-1519)
- Piotr Kmita z Wiśnicza (1442-1505)
- Jan Feliks Szram Tarnowski (1471-1507)
- Mikołaj Kamieniecki (1460-1515)
- Krzysztof Szydłowiecki (1467-1532)
- Andrzej Tęczyński (?-1536)
- Otto Chodecki (1467-1534)
- Jean Tarnowski (1488-1561)
- Piotr Kmita Sobieński (1477-1553)
- Mikołaj Herburt Odnowski (1505-1555)
- Stanisław Gabriel Tęczyński (1521-1561)
- Spytek Wawrzyniec Jordan (1519-1580)
- Stanisław Myszkowski
- Stanisław Barzi (1529-1571)
- Jan Firlej (1515-1574)
- Piotr Zborowski (zm. 1580)
- Andrzej Tęczyński (zm. 1588)
- Mikołaj Firlej (1532-1601)
- Mikołaj Zebrzydowski (1553-1620)
- Jan Magnus Tęczyński (1579-1637)
- Stanisław Lubomirski (1583-1649)
- Władysław Dominik Zasławski (1618-1656)
- Władysław Myszkowski (1600-1658)
- Stanisław Rewera Potocki (1579-1667)
- Michał Zebrzydowski (1617-1667)
- Jan Wielopolski (1605-1668)
- Aleksander Michał Lubomirski (1598-1677)
- Jan Leszczyński (1598-1693)
- Dymitr Jerzy Wiśniowiecki (1631-1682)
- Andrzej Potocki (?-1691)
- Feliks Kazimierz Potocki (1633-1702)
- Hieronim Augustyn Lubomirski (1633-1706)
- Marcin Kątski (1635-1710)
- Franciszek Lanckoroński (1645-1715)
- Janusz Antoni Wiśniowiecki (1678-1741)
- Jerzy Dominik Lubomirski (1665-1727)
- Franciszek Wielopolski (1658-1732)
- Teodor Lubomirski (1683-1745])
- Jan Klemens Branicki (1689-1771)
- Wacław Rzewuski (1706-1779)
- Antoni Lubomirski (1715-1782)
- Stanisław Kostka Dembiński (1708-1781)
- Piotr Małachowski (1730-1797)

## Sources
- (pl) Cet article est partiellement ou en totalité issu de l’article de Wikipédia en polonais intitulé « Wojewodowie krakowscy » (voir la liste des auteurs).